# A Mind Forever Voyaging
A Mind Forever Voyaging is een computerspel dat werd ontwikkeld en uitgegeven door Infocom. Het spel was een textgebaseerd avonturenspel en interactieve fictie. Het spel speelt zich af in het jaar 2031 in de Verenigde Staten. Het spel is Engelstalig en wordt via het toetsenbord bediend. 

## Platforms
| Jaar | Platform                                          |
| ---- | ------------------------------------------------- |
| 1985 | Apple II, Atari ST, Commodore 128, DOS, Macintosh |
| 1986 | Amiga                                             |

## Ontvangst
| Beoordeeld door | Platform  | Datum         | Score |
| --------------- | --------- | ------------- | ----- |
| Techtite        | Apple II  | 2000          | 100%  |
| SPAG            | DOS       | 19 april 1995 | 84%   |
| All Game Guide  | Macintosh | 1998          | 70%   |